# Лускатий обладунок

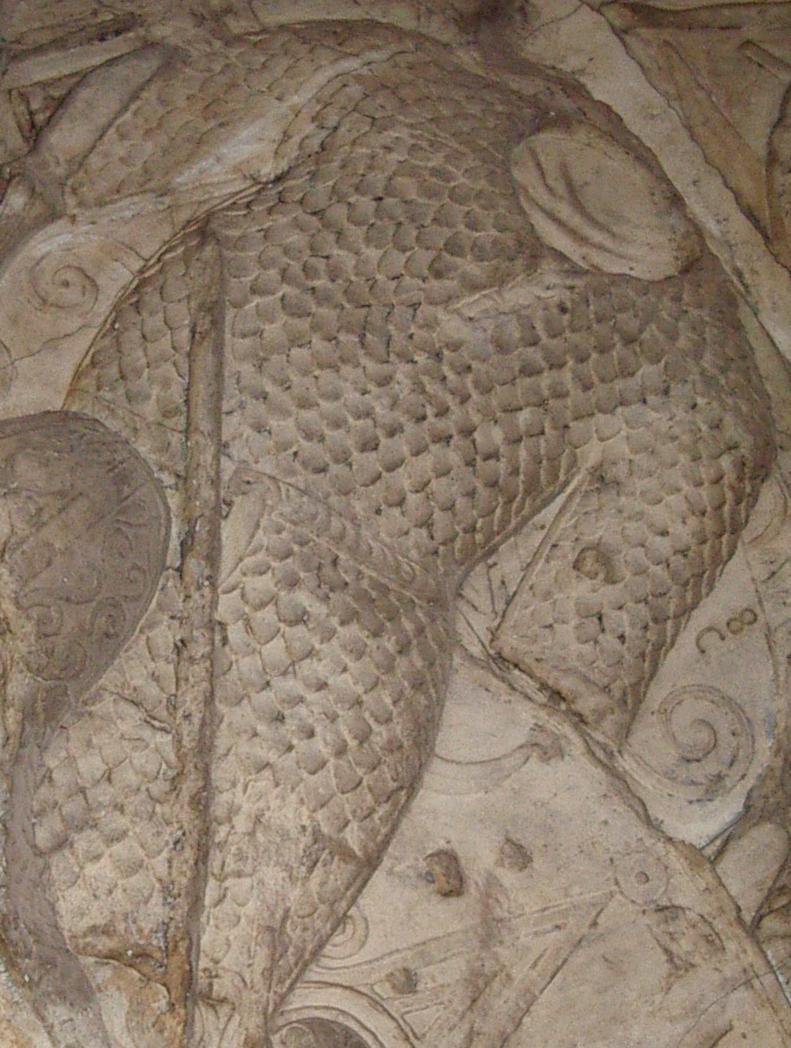
Дакський лускатий обладунок з колони Траяна

Лускаті обладунки — обладунки, що складаються з багатьох (від 200 до 2,5 тис.) невеличких пластинок (від 2 на 3 см до 6 на 12 см), прикріплених з однієї сторони до шкіряної або матерчатої основи. Пластинки, зазвичай, мали характерну форму трохи видовженої рибної луски і збирались на основі таким чином, щоби верхні пластинки перекривали ті, що нижче, з лівого та правого боку.

## Історія

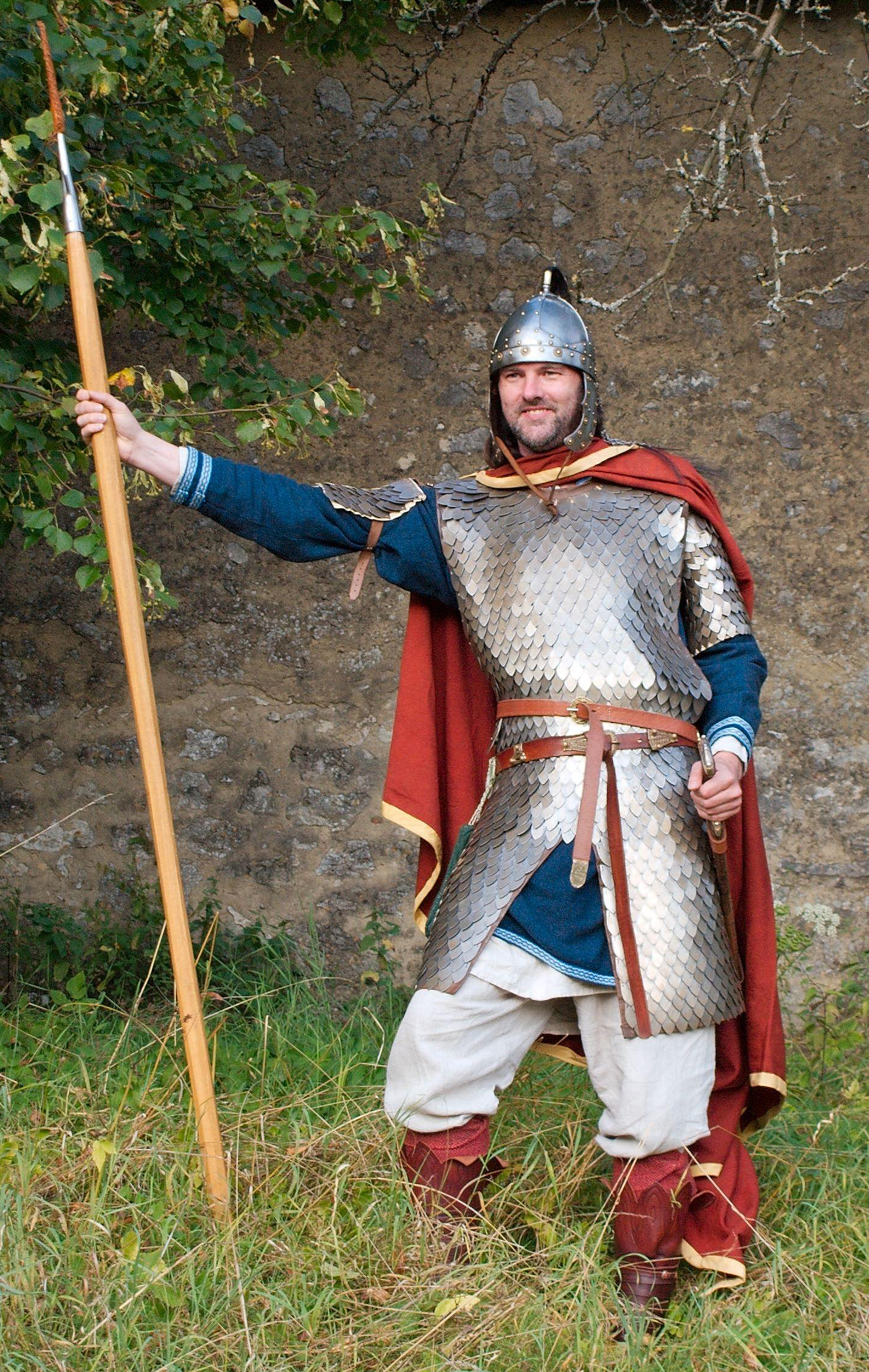
Важкоспоряджений вершник «Скола» на службі Карла Великого у лускатому обладунку, реконструкція

Луска як обладунок була поширена ще за часів скіфів. Тоді її виготовляли з кісток тварин, товстої дубленої шкіри, бронзи та заліза. У часи пізньої Римської імперії лускатий обладунок лорика сквамата був досить поширений на території Європи та Близького Сходу. Після падіння Римської імперії на кілька століть значно скорочується виготовлення цього обладунку. Відродження цього обладунку в Європі почалось за часів короля Карла Великого, але після його смерті виготовлення луски майже припинилось. У 9 ст. лускатий обладунок знову набуває популярності у Візантії та Близькому Сході, внаслідок запеклих збройних конфліктів між візантійцями та мусульманами.

## Поширення на території Русі

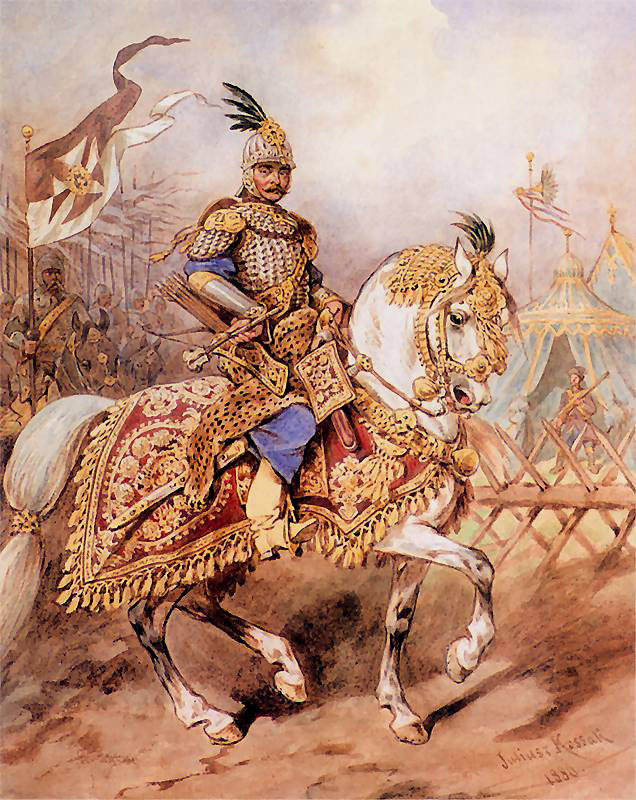
Ротмістр панцирної хоругви у лускатому обладунку поч. 18 ст. Юліуш Коссак

З одного боку розвиток феодальних відношень, економічний підйом та співпраця з Візантією, а з іншого необхідність власної важкоспорядженої кавалерії привели до появи Старшої княжої дружини. Їі збирали з вправних в бойових науках мужів та охочих до бою бояр. Тому в XI—XII століттях основу кінного війська складали важкоозброєні вершники-списоносці. У спорядження такого воїна входили один або два списи, шабля або меч, сулиці або лук зі стрілами, булава, рідше бойовий топірець, а також оборонний обладунок, до якого належить відомий вже з XI століття лускатий панцир.

## Типологія лускатого обладунку
- Звичайний: Найбільш ранній та найпоширеніший протягом всього середньовіччя варіант цього обладунку, де луска, що по формі нагадує риб'ячу, кріпиться за верхню частину (пришивається або приклепується заклепками) до основи.
- Клепанопришивний: У цьому обладунку кожна луска пришивається до основи за верхню частину і після того приклепується однією клепкою в центрі. На Русі був поширений в 13-14 ст.
- «Дощатий» обладунок: Являє собою луску із прямокутних пластин, що перекривалися лише зверху та з одного боку. Він зовнішнім виглядом нагадує більше звичайну черепицю, або ж вигорнуту назовні бригантину, ніж луску. У цьому обладунку пластини прикріплюються до основи по двом сторонам, потім зверху з одного боку кладеться пластина, так, щоб закрити місце кріплення, прикріплюється і так далі. Іноді пластини ще додатково приклепували з середини клепкою. У давній Русі слово «доска» було синонімом слова «пластина» і не обов'язково означало дерев'яну дошку. На Русі був поширений у 14 — початок 15 ст.

## Особливості використання
Обладунок разом зі щитом могли досить надійно захистити кіннотника як під час таранного удару на списах, яким зазвичай починався кінний бій, так і під час рукопашної битви, що слідувала після таранного удару. Луска дуже добре захищає від рублячих зверху вниз та бокових ударів — меч або шабля проковзують по лусці не завдаючи воїну поранень, добре захищає і від колючих ударів. Слабким місцем лускатого обладунку вважаються колючі удари знизу вверх, але при перекритті в 30 % цей недолік дещо знімається спис або меч просто застрягнуть поміж пластинами. Збільшення перекриття за показник що перевищує 30 % приведе до ще більшого зростання захисних якостей, але це робить обладунок важчим та знижує рухливість воїна.

## Висновки
Можливість досить вільно рухатись та високі захисні характеристики обумовили довге життя цього обладунку. Хоч з середини 12 ст. його потіснили інші обладунки, він використовувався й надалі протягом всього середньовіччя. У крилатих польських гусарів до 18 ст.